# نمو الخلايا

شكل يوضح المراحل المختلفة لأنواع الانقسام

يشير نمو الخلية إلى زيادة الكتلة الكلية للخلية، بما في ذلك حجم السيتوبلازم والنواة والعضيات الخلوية. يحدث نمو الخلية عندما يكون المعدل الإجمالي للاصطناع الحيوي الخلوي (إنتاج الجزيئات الحوية أو الابتناء) أكبر من المعدل الإجمالي للتحلل الخلوي (تحطم الجزيئات الحيوية عن طريق الجسيمات البروتينية أو الجسيمات الحالة أو الالتهام الذاتي أو التقويض).
لا يجب الخلط بين نمو الخلية وانقسام الخلية أو دورة الخلية، وهي عمليات متميزة يمكن أن تحدث إلى جانب عملية نمو الخلية أثناء التكاثر الخلوي، إذ تنمو الخلية، التي تدعى «الخلية الأم»، وتنقسم لإنتاج خليتين «الخلايا الوليدة». الأهم من ذلك، يمكن أن تحدث عمليتا نمو الخلايا وانقسام الخلايا بشكل مستقل عن بعضهما البعض. أثناء التطور الجنيني المبكر (انقسام البويضة المخصبة لتشكيل التوتية وأدمة الأرومة)، تحدث الانقسامات الخلوية بشكل متكرر دون نمو الخلية. على العكس من ذلك، يمكن أن تنمو بعض الخلايا دون انقسام الخلية أو دون أي تقدم في الدورة الخلوية، مثل نمو الخلايا العصبية أثناء تحديد مسار المحور العصبي خلال تطور الجهاز العصبي.
في الكائنات متعددة الخلايا، نادرًا ما يحدث نمو الأنسجة فقط من خلال نمو الخلايا دون انقسام الخلية، ولكن غالبًا ما يحدث من خلال تكاثر الخلايا. تستطيع خلية واحدة تحتوي على نسخة واحدة فقط من الجينوم في نواة الخلية أن تؤدي عملية الاصطناع الحيوي فتخضع للنمو الخلوي بنصف معدل خليتين فقط. بالنتيجة، تنمو خليتان (تتراكم الكتلة) بمعدل ضعف معدل خلية واحدة، وتنمو أربع خلايا بمعدل 4 أضعاف معدل خلية واحدة. يؤدي هذا المبدأ إلى زيادة أسية في معدل نمو الأنسجة (تراكم الكتلة) أثناء تكاثر الخلايا، بسبب الزيادة الأسية في عدد الخلايا.
يعتمد حجم الخلية على كل من نمو الخلية وانقسامها، مع زيادة متفاوتة في معدل نمو الخلايا ما يؤدي إلى إنتاج خلايا أكبر حجمًا وزيادة متفاوتة في معدل انقسام الخلايا ما يؤدي إلى إنتاج العديد من الخلايا الأصغر حجمًا. تتضمن عملية تكاثر الخلايا عادةً معدلات متوازنة لعمليات نمو الخلايا والانقسام الخلوي بحيث تحافظ على حجم خلية ثابت تقريبًا في مجموعة الخلايا المتكاثرة بشكل أسي.
يمكن أن تنمو بعض الخلايا الخاصة إلى أحجام كبيرة جدًا عبر دورة خلوية غير عادية تُسمى «التنسخ الداخلي» إذ يتم نسخ الجينوم خلال طور التركيب لكن دون حدوث الانقسام المتساوي (طور الانقسام الفتيلي) أو الانقسام الخلوي (انقسام السيتوبلازم). تحتوي هذه الخلايا التكاثرية الكبيرة على عدة نسخ من الجينوم، فتعد خلايا متعددة الصيغ الصبغية.
يمكن أن تكون الخلايا البيضية كبيرة جدًا في الأنواع التي يحدث فيها التطور الجنيني بعيدًا عن جسم الأم داخل بيضة موضوعة خارجيًا. يمكن تكبير حجم البيوض إما عن طريق ضخ مكونات العصارة الخلوية من الخلايا المجاورة عبر جسور سيتوبلازمية تُسمى القنوات الحلقية (دروسوفيلا) أو بإدخال حبيبات المغذيات المُخزنة (حبيبات المح) عن طريق الإدخال الخلوي (الضفادع).

## آليات التحكم في نمو الخلايا
يمكن أن تنمو الخلايا عن طريق زيادة المعدل الإجمالي للاصطناع الحيوي الخلوي بحيث يتجاوز إنتاج الجزيئات الحيوية المعدل الإجمالي للتحلل الخلوي للجزيئات الحيوية من قبل الجسيمات البروتينية أو الجسيمات الحالة أو الالتهام الذاتي.
يبدأ الاصطناع الحيوي للجزيئات الحيوية عن طريق التعبير عن الجينات التي تشفر الحمض النووي الريبوزي و/أو البروتينات، بما في ذلك الإنزيمات التي تحفز اصطناع الليبيدات والكربوهيدرات.
يتم التعبير عن الجينات الفردية عمومًا عن طريق النسخ إلى الحمض النووي الريبوزي الرسول (الرنا المرسال) والترجمة إلى بروتينات، ويحدث التعبير عن كل جين على مستويات مختلفة بطريقة خاصة بحسب نوع الخلية (استجابةً للشبكات الجينية التنظيمية).
لدفع عملية النمو الخلوي، يمكن زيادة المعدل الإجمالي للتعبير الجيني عن طريق تعزيز المعدل الإجمالي للنسخ بواسطة بوليميراز الرنا II (للجينات النشطة) أو المعدل الإجمالي لترجمة الرنا المرسال إلى بروتين عبر زيادة وفرة الريبوسومات والحمض النووي الريبوزي الناقل، التي يعتمد نشوءها الحيوي على بوليميراز الرنا I وبوليميراز الرنا III. يعد عامل النسخ Myc مثال على البروتين التنظيمي الذي يمكن أن يحفز النشاط الكلي لبوليميراز الرنا I وبوليميراز الرنا II وبوليميراز الرنا III لدفع عمليتي النسخ والترجمة، أي نمو الخلية.

## تنظيم نمو الخلايا في الحيوانات
توجد مجموعة من الجزيئات التي تتحكم في النمو الخلوي وتُسمى عوامل النمو، يحفز العديد منها عملية توصيل الإشارة عبر مسار بّي آي 3 كاي/ إيه كاي تي/ إم تي أو آر (PI3K/AKT/mTOR)، الذي يتضمن ليبيد فوسفوينوسيتيد 3 كيناز وسيرين/ثريونين كيناز البروتين بي، القادر على ذلك تنشيط بروتين كيناز آخر هو تي أو آر (الهدف من الراباميسين)، والذي يعزز بدوره الترجمة ويمنع الالتهام الذاتي لدفع عملية النمو الخلوي.
يؤثر توافر المغذيات على إنتاج عوامل النمو من عائلة الإنسولين/عامل النمو شبيه الإنسولين-1، والتي تنتشر في دم الحيوانات كهرمونات تنشّط مسار بّي آي 3 كاي/ إيه كاي تي/ إم تي أو آر في الخلايا لتعزيز نشاط تي أو آر بحيث عندما تُغذى الحيوانات بشكل جيد، ستنمو بسرعة، أما عندما لا تحصل على العناصر الغذائية الكافية، يقل معدل نموها.
بالإضافة إلى ذلك، يعزز توفر الأحماض الأمينية للخلايا الفردية أيضًا نشاط تي أو آر بشكل مباشر، رغم أن هذا النمط من التنظيم يكون أكثر أهمية في الكائنات وحيدة الخلية منه في الكائنات متعددة الخلايا مثل الحيوانات التي تحافظ دائمًا على كمية وافرة من الأحماض الأمينية في الدورة الدموية.
تقترح إحدى النظريات المثيرة للجدل أن خلايا الثدييات المختلفة تخضع لتحولات تعتمد على الحجم أثناء دورة الخلية. يتم التحكم في هذه التحولات بواسطة كيناز 1 المعتمد على السيكلين. رغم أن البروتينات التي تتحكم في كيناز 1 المعتمد على السيكلين مفهومة جيدًا، ما يزال فهم ارتباطها بآليات مراقبة حجم الخلية بعيد المنال.

## الاضطرابات
يمكن أن تحدث سلسلة من اضطرابات النمو على المستوى الخلوي، وتدعم المسار اللاحق للتشكلات السرطانية، إذ تُظهر مجموعة من الخلايا نموًا وانقسامًا غير مضبوط يتجاوز الحدود الطبيعية، وغزو (اقتحام الأنسجة المجاورة وتدميرها)، وأحيانًا انبثاث (الانتشار إلى أماكن أخرى في الجسم عن طريق اللمف أو الدم). تتعطل أغلب المحددات الرئيسية لنمو الخلايا، مثل الصيغة الصبغية وتنظيم عملية التمثيل الغذائي الخلوي، بشكل شائع في الأورام. لذلك، يعد نمو الخلايا غير المتجانسة وتعدد الأشكال من العلامات المميزة لتطور السرطان. رغم انتشار تعدد الأشكال في علم الأمراض البشري، بقي دوره في تطور المرض غير واضح. في الأنسجة الظهارية، يمكن أن يؤدي تعدد الأشكال الخلوي إلى حدوث عيوب وتبعثر الخلايا الشاذة. لكن تأثيره على نمو الخلايا غير النمطية في الأنسجة الحيوانية الأخرى غير معروف.

## اليات النمو
يحدث عند الكائن الحي عملية مهمة تسمح بتجديد خلايا الأعضاء  وتسمى هذه العملية بعملية  الانقسام الخيطي المتساوي  الذي يمر باربع مراحل 
1.المرحلة التمهيدية 
2. الرحلة الاستوائية 
3. المرحلة الانفصالية
4المرحلة النهائية 
مراجع
1. ↑  Conlon، Ian؛ Raff، Martin (1999). "Size Control in Animal Development". Cell. ج. 96 ع. 2: 235–244. DOI:10.1016/S0092-8674(00)80563-2. ISSN:0092-8674. PMID:9988218. S2CID:15738174.
2. ↑  Grewal، Savraj S؛ Edgar، Bruce A (2003). "Controlling cell division in yeast and animals: does size matter?". Journal of Biology. ج. 2 ع. 1: 5. DOI:10.1186/1475-4924-2-5. ISSN:1475-4924. PMC:156596. PMID:12733996.
3. ↑  Neufeld، Thomas P؛ de la Cruz، Aida Flor A؛ Johnston، Laura A؛ Edgar، Bruce A (1998). "Coordination of Growth and Cell Division in the Drosophila Wing". Cell. ج. 93 ع. 7: 1183–1193. DOI:10.1016/S0092-8674(00)81462-2. ISSN:0092-8674. PMID:9657151. S2CID:14608744.
4. ↑  Thompson، Barry J. (2010). "Developmental control of cell growth and division in Drosophila". Current Opinion in Cell Biology. ج. 22 ع. 6: 788–794. DOI:10.1016/j.ceb.2010.08.018. PMID:20833011.
5. ↑  Hafen، E. (2004). "Interplay Between Growth Factor and Nutrient Signaling: Lessons from Drosophila TOR". TOR. Current Topics in Microbiology and Immunology. ج. 279. ص. 153–167. DOI:10.1007/978-3-642-18930-2_10. ISBN:978-3-642-62360-8. ISSN:0070-217X. PMID:14560957.
6. ↑  Cooper, Stephen (2004). "Control and maintenance of mammalian cell size". BMC Cell Biology. ج. 5 ع. 1: 35. DOI:10.1186/1471-2121-5-35. PMC:524481. PMID:15456512.{{استشهاد بدورية محكمة}}:  صيانة الاستشهاد: دوي مجاني غير معلم (link)
7. ↑  Peplow، Mark (23 مارس 2005). "Algae create glue to repair cell damage". Nature.com. مؤرشف من الأصل في 2017-09-28. اطلع عليه بتاريخ 2016-07-04.